# St.-Nikolaus-Kapelle (Wittorf)

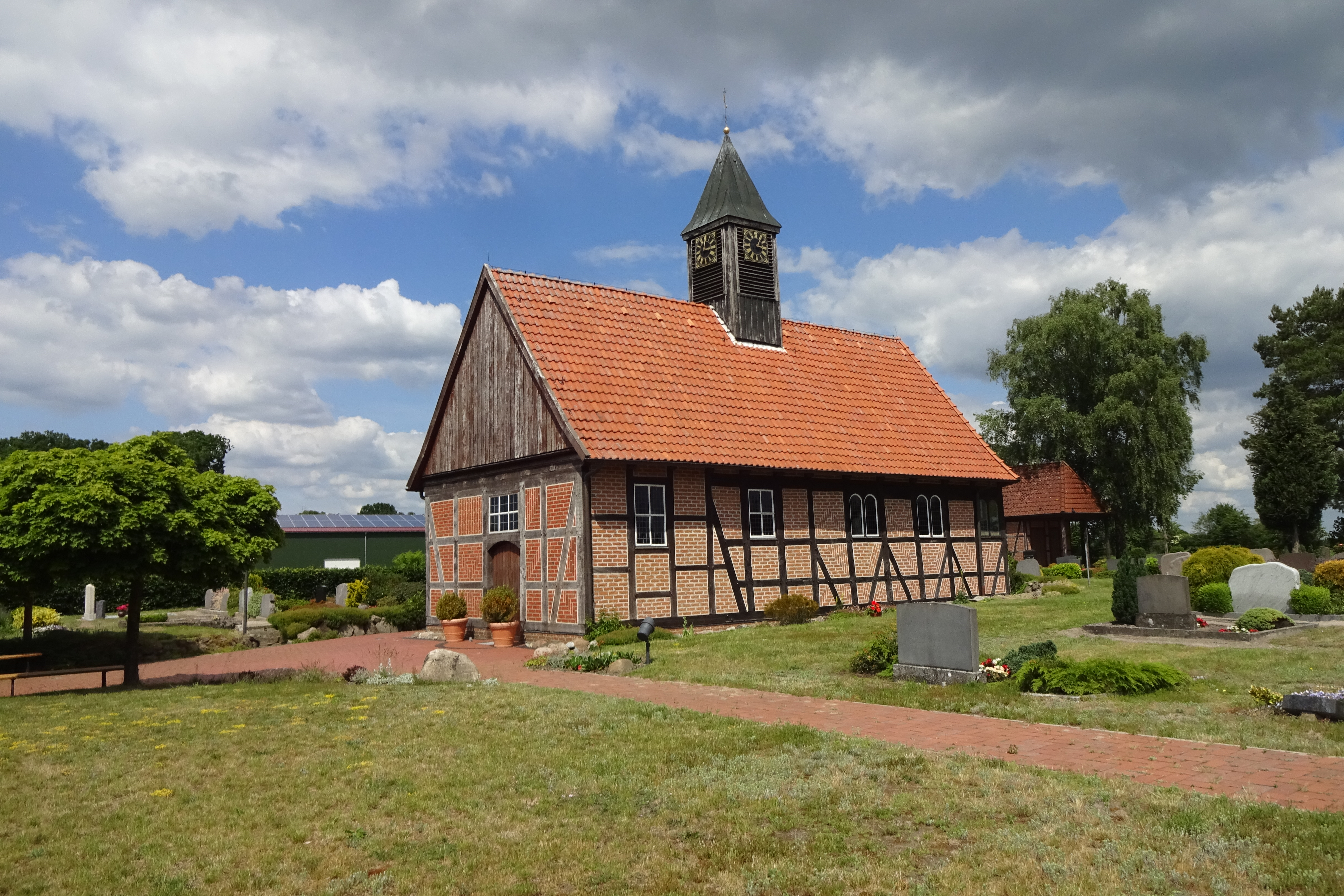
Wittorf, St.-Nikolaus-Kapelle

Die St.-Nikolaus-Kapelle ist ein denkmalgeschütztes Gebäude im Stadtteil Wittorf der Stadt Visselhövede im Landkreis Rotenburg (Wümme) in Niedersachsen.
Die evangelisch-lutherische Kapellengemeinde der Kapelle ist Teil der St. Johannis-Kirchengemeinde Visselhövede im Kirchenkreis Rotenburg der Landeskirche Hannovers.

## Geschichte
Laut dem Lagerbuch hatten die Fenster der Kapelle Glasmalereien und Inschriften, die auf den Bau den Verdener Bischof Philipp Sigismund von Braunschweig-Wolfenbüttel im Jahr 1605 hinwiesen. Es gab vermutlich schon zuvor eine andere Kapelle in Wittorf. Die einstige Jagdkapelle des Fürstbischof ist eine der wenigen aus der Zeit vor dem Dreißigjährigen Krieg erhaltenen Fachwerkkapellen.
1787 wurde das Gebäude an seiner Westseite um 3,5 m erweitert. Gegen Ende des 18. Jahrhunderts kam das laut Inschrift durch „J. Jastor“ geschaffene, mit 1658 datierte Altarretabel aus einer abgebrochenen Kapelle in Kettenburg nach Wittorf.
1986 und 1987 erfolgte eine große Renovierung. Die äußere Verkleidung aus Holzschindeln wurde entfernt und die Kapelle vollständig entkernt. Das verbliebene Fachwerk wurde um 50 cm angehoben, darunter ein neues Fundament errichtet und das Fachwerk ausgemauert.
Im Jahr 2012 wurde der Giebel der Kapelle erneuert. Die Kapelle wurde zudem komplett verhüllt, um wegen des Befalls mit Larven des Gescheckten und des Gemeinen Nagekäfers mit Sulfurylfluorid begast zu werden.

## Beschreibung
Die geostete Kapelle liegt inmitten des Wittorfer Friedhofs südlich der Ortsmitte. Das Gebäude wurde als Saalkirche in Form eines langgestreckten Achtecks errichtet.
Der Innenraum hatte eine Länge von 18 m und eine Breite von 7,3 m. Der Raum wurde in 3,6 m Höhe durch eine Holzbalkendecke geschlossen. Die Ostseite war zu drei Sechsteln geschlossen. Je eine Tür war an der Nordseite und der Westseite. Die Fenster waren rechteckig.
Der Dachreiter wurde laut Inschrift der Wetterfahne im Jahr 1737 ergänzt. Die Kirchenglocke hat einen größten Durchmesser von 69 cm. Sie wurde laut der Inschrift unter dem Ornamentstreifen an ihrem Hals 1770 durch Lueder Ahlers in Bremen gegossen.
Die heutigen Abendmahlgeräte wurden 1948 beschafft. Die Kapelle war mit Ornamenten im Knorpelstil und Malereien ausgeschmückt. Nach der großen Renovierung von 1987 zeigt sich der Innenraum mit geweißten Wänden und dunklem Gebälk, dazu gibt es grüne Bänke. Zur Nutzung als Friedhofskapelle wurde eine Leichenkammer im Fachwerkstil ergänzt. Anlässlich des 400-jährigen Kapellenjubiläums im Jahr 2005 wurden die Fenster im Altarbereich durch Schmuckfenster ersetzt.
In der Kapelle in Wittorf steht eine Orgel von Hillebrand mit einem Manual und fünf Registern.